# Altamira do Maranhão
Altamira do Maranhão é um município brasileiro do estado do Maranhão. Localizado na Mesorregião do Oeste Maranhense e na Microrregião de Pindaré. Sua população estimada em 2024 segundo o IBGE era de 6.565 pessoas.

## História
Em maio de 1949, José Gomes de Freitas chega ao topo de uma serra, onde erguiu o seu primeiro barraco para abrigar-se para a exploração da agricultura. Um ano mais tarde, atraídos pela riqueza da fertilidade do solo, vários agricultores oriundos de outros municípios aqui chegaram, para sob o comando de José Gomes de Freitas, o Cazuza, como era conhecido, fundarem o povoado Centro do Cazuza.
Tendo em vista a grande produtividade alcançada na cultura de arroz, milho, feijão, mandioca e algodão, o povoado foi atraindo cada vez mais agricultores de outras regiões, até que em 1961, já tornara-se uma vila bastante progressista e populosa, a ponto de nesse mesmo ano, através de ato do então Governador Newton de Barros Bello, ser desmembrada do município de Vitorino Freire, passando então a denominar-se ALTAMIRA DO MARANHÃO, numa iniciativa do Deputado Federal Raimundo Rodrigues Bogéia.
Elevado à categoria de município e distrito com a denominação de Altamira do Maranhão, pela lei estadual nº 2178, de 30-12-1961, desmembrado de Vitorino Freire. Sede no atual distrito Altamira do Maranhão, ex-povoado. Constituído de 2 distritos: Altamira do Maranhão e Palestina. Criado pela mesma lei do município. Instalado em 1962. 
Em divisão territorial datada de 31-12-1963, o município é constituído de 2 distritos: Altamira e Palestina. Assim permanecendo em divisão territorial datada de 1-01-1979. Em divisão territorial datada de 18-08-1988, o município é constituído do distrito sede. Assim permanecendo em divisão territorial datada de 2005.

## Geografia
Em 2024, a área do município de Altamira do Maranhão era de 524,374 quilômetros quadrados, o que o colocava na posição 167 dentre os 217 municípios do estado do Maranhão.
Educação
Em 2010, a taxa de escolarização de 6 a 14 anos de idade no município de Altamira do Maranhão era de 91,5%. Comparando-se com outros municípios do Estado, ficava na posição 208 de 217. Em relação ao Índice de Desenvolvimento da Educação Básica (IDEB), ano de 2023, para os anos iniciais do ensino fundamental na rede pública configurou-se em 4,7 e para os anos finais, 4,1.
| Taxa de escolarização de 6 a 14 anos de idade [2010]             | 91,5 %           |
| IDEB – Anos iniciais do ensino fundamental (Rede pública) [2023] | 4,7              |
| IDEB – Anos finais do ensino fundamental (Rede pública) [2023]   | 4,1              |
| Matrículas no ensino fundamental [2023]                          | 1.004 matrículas |
| Matrículas no ensino médio [2023]                                | 226 matrículas   |
| Docentes no ensino fundamental [2023]                            | 110 docentes     |
| Docentes no ensino médio [2023]                                  | 16 docentes      |
| Número de estabelecimentos de ensino fundamental [2023]          | 12 escolas       |
| Número de estabelecimentos de ensino médio [2023]                | 1 escolas        |

Fonte: IBGE
Economia
Em 2021, o PIB per capita da cidade de Altamira do Maranhão era de R$ 8.669,76. Comparando-se com os outros municípios do estado do Maranhão, ficava na posição 124 de 217. Já o percentual de receitas externas em 2023 era de 95,91%, o que o colocava na posição 44 dentre os 217 municípios do Estado. 
| Salário médio mensal dos trabalhadores formais [2022]                                             | 2,1 salários mínimos |
| Pessoal ocupado [2022]                                                                            | 367 pessoas          |
| População ocupada [2022]                                                                          | 5,69 %               |
| Percentual da população com rendimento nominal mensal per capita de até 1/2 salário mínimo [2010] | 56,6 %               |

Fonte: IBGE
Saúde
Em 2022, a taxa de mortalidade infantil no município de Altamira do Maranhão era de 17,86 para 1.000 nascidos vivos. De acordo com dados do IBGE, no ano de 2009, havia 5 estabelecimentos de saúde ligados ao Sistema Único de Saúde (SUS).  
Meio Ambiente
O bioma predominante no município de Altamira do Maranhão é o amazônico. Em 2010, a cidade apresentava 4% de domicílios com esgotamento sanitário adequado, além de 39,3% de domicílios urbanos e vias públicas com arborização e 5,4% de domicílios urbanos em vias com urbanização adequada.

## Últimos prefeitos eleitos
| Ano  | Prefeito          | Partido | Votos | %     | Ref    |
| ---- | ----------------- | ------- | ----- | ----- | ------ |
| 2012 | Dr Ricardo        | PMDB    | 2.271 | 52,34 | [ 9 ]  |
| 2016 | Ricardo           | PDT     | 3.845 | 64,62 | [ 10 ] |
| 2020 | Ileilda do Queijo | PDT     | 1.761 | 39,63 | [ 11 ] |
| 2024 | Marton Pageú      | PL      | 2.537 | 50,65 | [ 12 ] |